# Rassach
Rassach là một đô thị thuộc huyện Deutschlandsberg thuộc bang Steiermark, nước Áo. Đô thị Rassach có diện tích 18,14 km², dân số thời điểm cuối năm 2005 là 1452 người.